# Larressingle
Larressingle é uma comuna francesa na região administrativa de Occitânia, no departamento de Gers. Estende-se por uma área de 8,55 km². Em 2010 a comuna tinha 218 habitantes (densidade: 25,5 hab./km²).
Pertence à rede das As mais belas aldeias de França.